# Colibri du Tolima
Anthocephala berlepschi
Espèce
Le Colibri du Tolima (Anthocephala berlepschi) est une espèce d'oiseaux-mouches.

## Distribution
Cet oiseau est endémique du haut de la vallée du Magdalena en Colombie.

Aire de répartition de l'espèce